# Aigle sportif d'El Haouaria
 (mars 2024).
Si vous disposez d'ouvrages ou d'articles de référence ou si vous connaissez des sites web de qualité traitant du thème abordé ici, merci de compléter l'article en donnant les références utiles à sa vérifiabilité et en les liant à la section « Notes et références ».
Maillots
L'Aigle sportif d'El Haouaria est un club de volley-ball tunisien fondé le 22 juin 1966.
En 1976, il enregistre un véritable tournant à l'occasion de sa première accession en division nationale. Depuis, il oscille entre la première et la seconde division.

## Dirigeants

### Présidents
- Mohamed Khiari
- Mahmoud Miladi
- Maouia Akrout
- Ali Obay
- Hamadi Bouaicha
- Béchir Dakhli
- Boubaker Hadidi
- Rached Ben Hmida
- Béchir Hmissi
- Naoufel Miladi
- Sami Arfaoui[1]
- Ferid Hchaichi

### Anciens dirigeants
- Amor Agrebi
- Abdelmajid Bel Haj Salah
- Mohamed Ben Brahem
- Ahmed Ben Dhafer
- Alaya Ben Hmida
- Taieb Ben Fredj
- Faouzi Ben Jdira
- Habib Ben Jdira
- Azaiez Ben Othmen
- Hassen Ben Taleb
- Mohamed Ben Taleb
- Abderrahmen Bouaicha
- Ahmed Boussak
- Habib Chaieb
- Fethi Khiari
- Mahmoud Chaouch Korkad
- Brahim Fezzani
- Béchir Hadidi
- Ferid Hchaichi
- Abdelaziz Louati
- Mohamed Seghaier Miladi
- Ameur Nahali
- Faouzi Toubib
- Ferid Toubib
- Mohamed Zouaoui

Plusieurs dirigeants ont occupé des postes au niveau de la Fédération tunisienne de volley-ball (FTVB) :
- Habib Chaieb : membre fédéral et trésorier (1997-2002)
- Imed Miladi : membre fédéral (2006-2016)
- Béchir Hmissi : vice-président de la FTVB (2016-2020)
- Ahmed Boussak : secrétaire administratif de la FTVB (1974-2012) et arbitre à partir de 1975 (international 1984-2001)
- Mohamed Hadidi : arbitre à partir de 1980 (international 1998-2010)

### Entraîneurs

#### Hommes
- Hatem Bel Haj Salah
- Zouhair Bel Haj Salah
- Imededdine Ben Ali
- Mahmoud Ben Ali
- Hassen Ben Cheikh
- Mohamed Ben Cheikh
- Ezzedine Ben Dhafer
- Lassad Ben Fadhel
- Mohamed Bouafif
- Fethi Boussak
- Hamed Hchaichi
- Sami Ktari
- Lassad Ben Fadhel
- Fakhri Ben Taleb

#### Autres catégories
- Ameur Bel Haj Salah
- Hatem Bel Haj Salah
- Nizar Ben Hmida
- Abdelwahed Ben Nsira
- Fakhri Ben Taleb
- Mohamed Bouraoui
- Abderrahmen Grari
- Fahmi Hadidi
- Riadh Jerbi
- Noureddine Khiari
- Habib Saï
- Ali Soyed
- Abdelkrim Snani

## Palmarès
- Coupe du faire-play (1997)
- Juniors : un championnat (2003) et deux coupes (1999, 2003)
- Cadets : trois championnats (1991, 2001, 2002) et six coupes (1986, 1994, 2001, 2006, 2016, 2017)
- Cadettes filles : deux championnats (2009, 2010) et trois coupes (2008, 2009, 2012)
- Minimes garçons : cinq championnats (1985, 1998, 2003, 2007, 2014) et cinq coupes (1985, 1989, 1998, 2007, 2014)
- Minimes filles : deux championnats (2010, 2016) et quatre coupes (2002, 2008, 2009, 2013)
- Écoles : six championnats (1969, 1980, 1981, 1983, 1987, 2013)
- Benjamins : deux championnats (2004, 2005)

## Effectif

### Seniors hommes (2024-2025)
- Anas Bel Haj Salah
- Yassine Boussak
- Jasser Hfaiedh

### Seniors hommes (2023-2024)
- Mohamed Cherif Toubib
- Jasser Hfaiedh
- Mazen Ben Fadhel
- Hassen Gabsi
- Ameur Ben Fradj
- Yassine Boussak
- Mohamed Miladi
- Hamza Ben Dhafer
- Anas Bel Haj Salah
- Haitem Chaieb
- Koussay Grari
- Anouar Laroussi
- Chahine Ceikh
- Raed Souissi
- Aziz Chagour

### Anciens joueurs

#### Hommes
- Miladi Abbès
- Sami Arfaoui
- Salem Bel Ghith
- Ameur Bel Haj Salah
- Faouzi Bel Haj Salah
- Hatem Bel Haj Salah
- Zouheir Bel Haj Salah
- Eya Ben Ali
- Imededdine Ben Ali
- Mohamed Ben Ali
- Ezzedine Ben Dhafer
- Lassad Ben Dhafer
- Salah Ben Dhafer
- Fedi Ben Hmida
- Nizar Ben Hmida
- Hichem Ben Othman
- Mokhtar Ben Othman
- Jalel Ben Rejeb
- Ramzi Ben Rejeb
- Hamdi Ben Taleb
- Fethi Boussak
- Mohamed Braham
- Sami Gtari
- Hamed Hchaichi
- Noureddine Hfaiedh[2]
- Amen Allah Hmissi
- Saddem Hmissi
- Nadhem Jelili
- Haykel Jerbi
- Miladi Khelil
- Abderrazak Miladi
- Mehdi Miladi
- Mohamed Ali Ben Othmen Miladi
- Naoufel Miladi
- Nabil Miladi
- Marouen Mrabet
- Ramzi Nahali
- Rafik Snoun
- Mohamed Toubib

#### Femmes
- Maroua Bel Haj Fraj
- Mouna Ben Hmida
- Olfa Ben Mohamed
- Inès Ben Mohamed
- Samiha Bouhdid
- Amna Bouraoui
- Henda Bouraoui
- Latifa Bouraoui
- Nihed Bouraoui
- Nouha Bouraoui
- Sirine Bouraoui
- Haifa Hchaichi
- Nihel Kebaier
- Soumaya Kebaier
- Nihed Snoun
- Safa Toubib